# Фридрих Ниче
Фридрих Вилхелм Ниче (Рекен, 15. октобар 1844 — Вајмар, 25. август 1900) био је немачки филозоф, један од највећих модерних мислилаца и један од најоштријих критичара западне цивилизације, културе и хришћанства; филолог, есејиста, филозоф, песник и композитор. Студирао је класичну филологију и кратко време радио као професор у Базелу, али је морао да се повуче због болести. На Ничеа су највише утицали Шопенхауер, композитор Вагнер и предсократовски филозофи, нарочито Хераклит. Ничеа неретко означавају као једног од зачетника егзистенцијализма, заједно са Сереном Киркегором. Михаило Ђурић, аутор више књига о Ничеу, га је „назвао мислиоцем вулканске снаге”.

## Биографија

### Детињство и младост
Рођен је око десет часова изјутра 15. октобра 1844. године у граду Рекену (поред Лицена), у протестантској породици. Његов отац Лудвиг као и његов деда били су протестански пастори. Отац му је умро када је имао само 4 године што је оставило дубок траг на њему. Школовао се у Пфорти која је била изузетно строга школа и остављала ученицима јако мало слободног времена. Ту је стекао и основе познавања класичних језика и књижевности. Почео је да студира (похађао само један семестар) теологију, али је под утицајем незадовољне мајке напустио студије. Да би се онда уписао на класичну филологију. После бриљантно завршених студија, Ниче је био извесно време, док се није разболео, професор у Базелу. Доктор наука је постао са 24 године без одбране тезе захваљујући професору Ричлу који је у њему видео велики таленат за филологију. Године 1868. сматра се да је под утицајем професора Ернста Ортлепа Ниче упознат са музиком и делима Рихарда Вагнера . Године 1871/1872. излази прва Ничеова филозофска књига Рођење Трагедије.

### Професор у Базелу
Уз Ричлову подршку, Ниче је добио изузетну понуду 1869. године да постане професор класичне филологије на Универзитету у Базелу у Швајцарској. Имао је само 24 године и није докторирао нити је добио потврду о настави („хабилитација“). Добио је почасни докторат Универзитета у Лајпцигу у марту 1869. године, поново уз подршку Ричла.
Упркос томе што је његова понуда стигла у време када је размишљао да одустане од филологије због науке, прихватио је. До данашњег дана, Ниче је и даље међу најмлађима од забележених професора класике.
Пре него што се преселио у Базел, Ниче се одрекао свог пруског држављанства: до краја живота остао је званично апатрид.
Ипак, Ниче је током француско-пруског рата (1870–1871) служио у пруским снагама као медицински саветник. За своје кратко војно време проживео је много и био сведок трауматичних ефеката битке. Такође је оболио од дифтерије и дизентерије. По повратку у Базел 1870. године, Ниче је посматрао успостављање Немачког царства и политике Ота фон Бизмарка као аутсајдера и са одређеним степеном скептицизма у погледу њихове истинитости. Његово уводно предавање на универзитету било је „Хомер и класична филологија“. Ниче је такође упознао Франца Овербека, професора теологије који му је остао пријатељ током читавог живота. Африкан Спир, мање познати руски филозоф одговоран за Мисао и стварност 1873. године и Ничеов колега, познати историчар Јакоб Бурхардт, чија је предавања Ниче често похађао, почео је да врши значајан утицај на њега.
Ниче је упознао Рихарда Вагнера у Лајпцигу 1868. године, а касније и Вагнерову супругу Косиму. Ниче се њима дивио и током свог боравка у Базелу често је посећивао Вагнерову кућу у Луцерну. Вагнери су довели Ничеа у њихов најинтимнији круг пријатеља - који је укључивао и Франца Листа, кога је Ниче колоквијално описао: „Ф. Лист или уметност трчања за женама!“ Ниче је уживао пажњу коју је добио на почетку фестивала у Бајројту. 1870. године поклонио је Косими Вагнер рукопис „Генеза трагичне идеје“ као рођендански поклон. 1872. године Ниче је објавио своју прву књигу „Рађање трагедије“. Међутим, његове колеге из његове области, укључујући Ричла, изразили су мало ентузијазма за рад у којем је Ниче избегавао класичну филолошку методу у корист спекулативнијег приступа.
У својој полемичној Филологији будућности, Улрих фон Виламовиц-Молендорф пригушио је рецепцију књиге и повећао њену репутацију. Као одговор, Рохде (тада професор у Киелу) и Вагнер дошли су у Ничеову одбрану. Ниче је приметио изолацију коју је осећао у филолошкој заједници и неуспешно је покушао да пређе на позицију филозофије у Базелу.
Од детињства су га мучиле разне болести, укључујући тренутке кратковидности због којих је био готово слеп, мигрене и насилне пробавне сметње. Саобраћајн несрећа 1868. и болести 1870. године које су биле упорне, наставиле су да га погађају током година у Базелу, приморавајући га на све дуже и дуже одморе док редован посао не постане непрактичан.

### Независан филозоф
Живећи од пензије из Базела и помоћи пријатеља, Ниче је често путовао да би пронашао климу повољнију за његово здравље и живео је до 1889. године као независни аутор у различитим градовима. Много је лета провео у Силс Марији у близини Сен Морика у Швајцарској. Зиме је провео у италијанским градовима Ђенови, Рапалу и Торину и француском граду Ници. 1881. године, када је Француска окупирала Тунис, планирао је да путује у Тунис да би Европу посматрао споља, али је касније одустао од те идеје, вероватно из здравствених разлога. Ниче се повремено враћао у Наумбург да посети породицу и, посебно током овог времена, он и његова сестра су имали понављане периоде сукоба и помирења.
Док је био у Ђенови, Ничеов слаб вид натерао га је да истражи употребу писаћих машина као средства за наставак писања. На крају, његов ученици, Хајнрих Кеселиц и Петар Гаст постали су Ничеов приватни секретар. 1876. Гаст је преписао рањиви, готово нечитки рукопис Ничеовог првог пута са Рихардом Вагнером у Бајројту. Гаст је био један од ретких пријатеља којима је Ниче дозволио да га критикују. Одговарајући са највише ентузијазма на Тако је говорио Заратустра, Гаст је сматрао неопходним да истакне да су оно што су описани као "сувишни" људи у ствари сасвим неопходно. Наставио је да наводи број људи на које се Епикур, на пример, морао ослањати да би обезбедио своју једноставну исхрану од козјег сира.
До краја свог живота, Гаст и Овербек су му остали доследно верни пријатељи. Малвида фон Мајсенбуг остала је попут мајчинске покровитељице чак и ван Вагнеровог круга. Убрзо је Ниче успоставио контакт са музичким критичарем Карлом Фушом. Ниче је био на почетку свог најпродуктивнијег периода. Усред напада болести, живећи у готово изолацији након свађе са мајком и сестром у вези са Саломе, Ниче је побегао у Рапало, где је за само десет дана написао први део Тако је говорио Заратустра.
До 1882. године, Ниче је узимао огромне дозе опијума, али је и даље имао проблема са спавањем. 1883. године, док је боравио у Ници, издавао је сопствене рецепте за седативни хлорални хидрат, потписујући их „Др Ниче“.
Након што је прекинуо своје филозофске везе са Шопенхауером (који је одавно био мртав и никада није упознао Ничеа) и своје друштвене везе са Вагнером, Ниче је имао мало преосталих пријатеља. Сада је, са новим Заратустриним стилом, његово дело постало још отуђујуће, а тржиште га је добило само до степена који захтева учтивост. Ниче је то препознао и задржао своју самоћу, мада се често жалио. Његове књиге су углавном остале непродане. 1885. године штампао је само 40 примерака четвртог дела Заратустре и део њих дистрибуирао блиским пријатељима, укључујући Хелене фон Друсковиц.

1883. године покушао је и није успео да добије предавање на Универзитету у Лајпцигу. Јасно му је речено да је, с обзиром на његов однос према хришћанству и његовом концепту Бога, постао незапослен на било ком немачком универзитету. Следећа „осећања освете и горчине“ су га огорчила:
И отуда мој бес, пошто сам схватио у најширем могућем смислу шта бити бедан значи, (увреда мог доброг имена, мог карактера и мојих циљева), довољно је да ми одузме поверење ученика, а тиме и могућност стицања истих.
Здравље му се поправило и лето је провео расположен. У јесен 1888, његови списи и писма почели су да откривају вишу процену сопственог статуса и „судбине“. Преценио је све већи одговор на његове списе, посебно на недавну полемику, Случај Вагнер. На свој 44. рођендан, након што је завршио Сумрак идола и Антихрист, одлучио је да напише аутобиографију Ecce Homo. У свом предговору - који сугерише да је Ниче био добро свестан интерпретативних потешкоћа које ће његово дело генерисати - изјављује: "Чујте ме! Јер ја сам таква и таква особа. Изнад свега, немојте ме заменити са неким другим." У децембру је Ниче започео преписку са Августом Стриндбергом и мислио је да ће, пре међународног продора, покушати да откупи своје старије списе од издавача и да их преведе на друге европске језике.

### Смрт
Ниче је умро 25. августа 1900. године око поднева, нешто пре свог педесет и шестог рођендана. За највероватнији узрок смрти сматра се упала плућа у садејству са можданим ударом. Његово тело је отпремљено у породичну гробницу близу Рекена код Луцена, где почива мајка, а касније и сестра. Вила Шилберблик коју је сестра рентирала како би вршила промоцију Ничеовог опуса, претворена је у музеј. Почев од 1950. године Ничеови рукописи држе се у Гетеовом и Шилеровом архиву.
Као првобитна дијагноза сматрао се терцијарни сифилис. Ипак, постоје и друге хипотезе. Леонард Сакс, претпоставља да је тумор на мозгу проузроковао Ничеову деменцију. Поједини су претпостављали да је тровање живом могући узрок смрти, јер се често користила као третман против сифилиса.
Након смрти његова сестра, Елизабет-Ферестер Ниче, јавља се као уредник Ничеових дела. Прерађујући и преправљајући рукописе како би се уклопили у националистичку идеологију Немачке коју је заступала. Касније објављивана Ничеова дела са њеним преправкама често су била, касније ће се утврдити, неоправдано повезана са фашизмом и нацизмом. Иако Ниче јесте критиковао неке идеје из јудаизма (као и из других религија), он је такође презирао антисемитизам и немачки национализам који су се ширили за Ничеова живота.

### Везе и сексуалност
Ниче се никада није женио. Три пута је запросио Лу Саломе и сваки пут је одбијен. Једна теорија криви Саломин поглед на сексуалност као један од разлога за њено отуђење од Ничеа. Као што је артикулисано у новели Fenitschka из 1898. године, она је на идеју сексуалног односа гледала као на забрањено, а на брак као на кршење, а неки сугерирају да указују на сексуалну репресију и неурозу. Размишљајући о неузвраћеној љубави, Ниче је сматрао да је „љубавнику неизоставна његова несретна љубав, коју се ни по коју цену не би одрекао због стања равнодушности“.
Према Дусену, Ниче „никада није одлучио да остане сам читав свој живот. За њега су жене морале да се жртвују нези и у корист мушкараца.“ Ескперт за Ничеову биографију Јоахим Келер покушао је да објасни Ничеову животну историју и филозофију тврдећи да је био хомосексуалац. Келер тврди да је Ничеов сифилис, који се обично сматра производом његовог сусрета са проститутком у јавној кући у Келну или Лајпцигу, подједнако вероватан. Неки тврде да га је Ниче заразио у мушкој јавној кући у Ђенови. Стицање заразе из хомосексуалне јавне куће потврдио је Зигмунд Фројд, који је као свог извора навео Ота Бинсвангера. Келер такође сугерише да је Ниче можда имао романтичну везу, као и пријатељство, са Полом Реом. Постоји тврдња да је Ничеова хомосексуалност била широко позната у Бечком психоаналитичком друштву, а Ничеов пријатељ Пол Дусен тврди да је „он био човек који никада није додирнуо жену“.
Келерови ставови нису наишли на широко прихватање међу Ничеовим научницима и коментаторима. Алан Мегил тврди да, иако се Келерова тврдња да је Ниче био у сукобу око његове хомосексуалне жеље не може једноставно одбацити, „докази су врло слаби“, а Келер можда пројектује схватања сексуалности двадесетог века на појмове пријатељства из деветнаестог века. Такође је познато да је Ниче посећивао хетеросексуалне јавне куће. Нигел Роџерс и Мел Томпсон тврде да су континуиране болести и главобоље ометале Ничеа да се много бави женама. Па ипак, нуде и друге примере у којима је Ниче изразио своје наклоности према женама, укључујући Вагнерову супругу Косиму Вагнер.
Други научници тврде да Келерова интерпретација заснована на сексуалности није корисна у разумевању Ничеове филозофије. Међутим, постоје и они који наглашавају да, ако је Ниче преферирао мушкарце - с тим што је та склоност чинила његову психо-сексуалну маску - али није могао себи признати своје жеље, то је значило да је поступио у супротности са својом филозофијом.

### Ниче кроз перо Штефана Цвајга
Ничеов опис верно је пренео на папир писац Штефан Цвајг.
Пркосно уздигнута глава јунака, високо избочено чело сво избраздано мрачним мислима, тешки увојци косе изнад напетог пркосног затиљка. Испод обрва светлуца соколски поглед, а сваки мишић умнога лица, сав је напет од воље, здравља и снаге. Верцингеториксови бркови мужевно му се спуштају изнад опорих усана и избочене браде, показујући варварског ратника, па човек нехотице уз ту лављу главу чврстих мишића може замислити германски викиншки лик с победничким мачем, рогом и копљем
Цвајг даље описује значај Ничеове филозофије.
Њега, страственога мрзиоца "лагодне опојности", сваке удобности, подилази једино жеља да разори осигурани мир људи у којем они уживају, да ватром и препашћу шири будност која је за њ једнако драгоцјена као што је за људе мира драгоцјени и тупи лагодни сан. Иза њега остају, као након проласка филбустира, проваљене цркве, оскврнута тисућугодишња светишта, срушени олтари, осрамоћени сакраменти, поклана увјерења, пробијене моралне ограде, ужарено обзорје, неизмјерни фанал смионости и снаге. Али он се никад не осврће натраг, ни да би то посједовао. Он не припада ниједној вјери, није се заклео ниједној земљи, на његову обореном јарболу вије се црна застава аморалисте, пред њим је она света незнатност, вјечна несигурност. с којом се осјећа демонски збратимљен па се непрекидно опрема за нове опасне пловидбе.

### Превођење српских народних песама
У новембру 1861. Ниче удружењу „Германија" предаје своју композицију под називом Serbier. Потом 29. априла он предаје удружењу преводе шест српских народних песама - пет лирских и једне епске - под насловом: „Sechs serbische Volkslieder, In deutsche Reime übertragen von Fr. W. Nietzsche". У пет лирских песама које је Ниче превео налазе се песме које су у Вуковим збиркама насловљене: Дјевојка ружици, Коњ се срди на свог господара, Риба и дјевојка, Сестра куша брата и Једно драго и то надалеко.
Једина епска песма коју је Ниче превео на немачки јесте песма коју је Гете раније сматрао недовољно квалитетном за укључење у своју антологију српских песама: Марко Краљевић и Љутица Богдан.
Ниче песме није дословце превео већ их је препревао са значајним одступањима и додавањима, уз консултовање оригнала и речника српског језика. Он наводи да је препев слободан што је урадио како песма не би била „укочена и отегнута”.
У тому критичког издања Ничеових дела из 2000. године, који укључује најраније радове и дневничке записе од 1858. до 1862, укључени су и преводи српских песама, као и запис на српском: Устај Србине, уз белешку - Serbische Tondichtung.

## Филозофија

### Нихилизам
Нихилизам означава историјско кретање Европе кроз претходне векове, које је одредио и садашњи век. То је време у којем већ две хиљаде година преовладава онто-теолошки хоризонт тумачења света, хришћанска религија и морал.
 Ниче разликује две врсте нихилизма: пасивни и активни. Пасивни нихилизам је израз стања у коме постојећи вредности не задовољавају животне потребе-не значе ништа. Али он је за полазиште активног нихилизма, за свесно одбацивање и разарање постојећих вредности, како би се створили услови за поновно јединство културе и живота.
По себи се разуме да Ниче није измислио нихилизам - нити је припремио његов долазак, нити је прокрчио пут његовој превласти у нашем времену. Његова је заслуга само у томе што је први јасно препознао нихилистичко лице савременог света. Што је први проговорио о растућој пустињи модерне безбедности, што је први гласно установио да је Запад изгубио веру у виши смисао живота. Ниче је дошао у прилику да схвати нихилизам као пролазно, привремено стање. И штавише пошло му је за руком да открије скривену шансу коју нихилизам пружа данашњем човеку. Да схвати овај историјски догађај као добар знак, као знамење животне обнове, као први наговештај преласка на нове услове постојања Ниче на једном месту изричито тврди, нихилизам је у исти мах грозничаво стање кризе с позитивним, а не само негативним предзнаком. Нихилизам је залога будуће зрелости живота. Стога је неоправдано свако опирање његовој превласти, стога је неумесна свака борба против њега.

### Натчовек
Натчовек је највиши облик воље за моћ који одређује смисао опстанка на Земљи: Циљ није човечанство, него више но човек!. Његов циљ је у сталном повећању воље за моћ из чега произлази да нема за циљ подређивање натприродном свету. Афирмација себе, а не потчињавање натприродном, суштина је Ничеове преокупације натчовеком. У супротном, човек остаје да живи као малограђанин у својим животињским ужицима као у надреалном амбијенту. Натчовек је огледало дионизијске воље која хоће само себе, односно вечна афирмација свег постојећег.
 Учинити натчовека господарем света значило би рашчовечење постојећег човека, учинити га огољеним од досадашњих вредности. Рушењем постојећих вредности, што је омогућено учењем о вечном враћању истог, натчовек се открива као природа, анималност, владавина несвесног. Тиме Ниче врши алтерацију човека од туђег, хришћанског човека ка човеку природе, рашчовеченом човеку нових вредности. То значи да Ниче суштину човека одређује као реактивно постојање. На тај начин човек постојећих вредности мора да жели своју пропаст, свој силазак, како би превазишао себе: Мртви су сви богови, сада желимо да живи натчовек- то нека једном у велико подне буде наша последња воља! Човек у досадашњој историји није био способан да загосподари Земљом, јер је стално био усмерен против ње. Због тога човек треба да буде над собом, да превазиђе себе. У том погледу натчовек не представља плод необуздане испразне фантазије. Са друге стране, природу натчовека не можемо открити у оквиру традиционалне-хришћанске историје, већ је потребно искорачити из ње. Управо овај искорак може да одреди судбину и будућност целе Земље.

### Бог је мртав
Реченица "Бог је мртав" често је била предмет погрешне интерпретације. Наиме, мислило се да је Ниче описао смрт Бога у буквалном смислу. Уместо тога, он себе схвата као посматрача, као неког ко преноси свој став да због напретка у доба просветитељства, Бог више није веродостојан извор апсолутних моралних принципа. Он анализира време у којем живи, посебно хришћанску цивилизацију која, по његовом мишљењу пропада. Он није први који поставља питање о смрти Бога. Већ је млади Хегел представио идеју о бесконачној боли као осећању на коме почива религија нових времена - осећање: "Бог по себи је мртав"
"Где је Бог?", узвикнуо је. "Рећи ћу вам. Убили смо га - ја и ти! Сви смо га ми убили! Али како смо то урадили? Како смо испили море? Ко нам је дао сунђер да избришемо цели обзор? Што смо урадили када смо одвојили ову земљу од њеног сунца? Где се сада креће? Где се ми крећемо? Одмичемо ли се од свих сунца? Зар се падамо непрестано? Унатраг, постранце, према напред, у свим смеровима? Постоје ли још горе или доле? Зар се нисмо изгубили као у бесконачном ништавилу? Зар не осјећамо дах празног свемира? Зар није постао хладнији? Зар се ноћ непрестано не обрушава на нас? Зар не треба палити светиљке ујутро? Зар не чујемо ништа друго осим звукова гробара који покапају Бога? Зар не осећамо ништа осим божанског распадања? - Богови се такође распадају! Бог је мртав!"— Фридрих Ниче
Познатији део налази се у другом делу Заратустриног предговора у коме млади Заратустра на почетку свог путовања среће остарелог свеца који исказује мизантропију и љубав према Богу.
Кад је Заратустра чуо те речи, поздрави свеца и рече: "Шта бих вам ја могао дати! Али пустите ме брзо одавде да вам не бих још што год и одузео!" И тако се растадоше један од другог, старац и зрео човек, смејући се, као што се смеју два дечака. А кад је Заратустра остао сам, рече у својој шуми овако срцу своме: "Зар је то уопште могуће! У својој шуми стари светац није још ништа о томе чуо да је Бог мртав " 
 – Тако је говорио Заратустра

### Аполонијски и дионизијски принцип
Аполонијски и дионизијски принцип је двоструки филозофски концепт заснован на особинама из древне грчке митологије: Аполону и Дионису. Дионизијски се односи на принцип који афирмише животну снагу, док се други, аполонијски, означава као принцип хармоније и равнотеже. Ниче је давао предност дионизијском принципу, а у аполонијском је видео почетак декаденције европске културе.
Главна тема Рођења трагедије је да спој дионизијског и аполонског Kunsttrieben-а („уметнички импулси“) ствара драмску уметност или трагедију. Тврдио је да та фузија није постигнута од древних грчких трагичара. Аполон представља хармонију, напредак, јасноћу и логику, док Дионис представља поремећај, опијеност, осећања и занос. Ниче је користио ове две силе, јер су за њега свет ума и поретка с једне, а страст и хаос с друге стране формирали принципе који су били основни за грчку културу. Аполонија је држава која сања, пуна илузија; дионизијско стање опијености, које представља ослобађање инстинкта и растварање граница. У овом калупу човек се појављује као сатир. Он је ужас и уништење принципа индивидуалности и истовремено неко ко се радује његовом уништавању. Оба ова принципа треба да представљају когнитивна стања која се кроз уметност појављују као снага природе у човеку. Ниче закључује да је европска култура, још од времена Сократа, увек била само аполонска, дакле декадентна и нездрава. Примећује да кад год аполонска култура доминира, дионизијској недостаје структура да створи кохерентну уметност, а када доминира дионизијска, аполонијској недостаје потребна страст. Само плодна интеракција ове две силе окупљене као уметност представљала је најбоље од грчке трагедије.

### Перспективизам
Ниче је тврдио да ће Божја смрт на крају довести до губитка било какве универзалне перспективе на ствари и било каквог кохерентног осећаја објективне истине. Ниче је одбацио идеју објективне стварности, тврдећи да је знање условно у односу на различите флуидне перспективе или интересе. То доводи до сталне поновне процене правила у складу са околностима појединачних перспектива. Ово гледиште је стекло назив перспективизам.
У делу Тако је говорио Заратустра, Ниче је објавио да табела вредности виси изнад сваке велике особе. Истакао је да је оно што је заједничко код различитих народа чин уважавања, стварања вредности, чак и ако се вредности разликују од једне особе до друге. Ниче је тврдио да оно што људе чини великима није садржај њихових уверења, већ чин вредновања. Стога вредности које заједница тежи да артикулише нису толико важне колико колективна воља да се те вредности остваре.
Спремност је битнија од заслуга самог циља, сматра Ниче. "До сада је било хиљаду циљева", каже Заратустра, "јер постоји хиљаду народа. Још увек недостаје јарам за хиљаду вратова: недостаје један циљ. Човечанство још увек нема циљ." Отуда и наслов афоризма, „О хиљаду и једном циљу“. Идеја да један систем вредности није вреднији од следећег, иако се можда не приписује Ничеу, постала је уобичајена премиса модерне друштвене науке. Макс Вебер и Мартин Хајдегер су то упили и направили по свом. То је обликовало њихова филозофска и културна настојања, као и њихово политичко разумевање. Вебер се, на пример, ослањао на Ничеов перспективизам тврдећи да је објективност и даље могућа - али тек након што се утврди одређена перспектива, вредност или циљ.
Међу критиком традиционалне филозофије Канта, Декарта и Платона у Beyond Good and Evil, Ниче је напао ствар у себи и cogito ergo sum („Мислим, дакле јесам“) као непогрешива уверења заснована на наивном прихватању претходних појмова и заблуде.

### „Побуна робова“ у моралу
У књизи Изван добра и зла и О генеалогији морала централно место заузима Ничеов генеалошки приказ развоја савремених моралних система. За Ничеа се током људске историје догодио темељни заокрет од размишљања у терминима „добро и зло“ ка „добру и злу“.
Почетни облик морала поставила је ратничка аристократија и друге владајуће касте древних цивилизација. Аристократске вредности доброг и лошег поклапале су се и одражавале њихов однос према нижим кастама попут робова. Ниче је представио овај „господарски морал“ као изворни морални систем - можда најбоље повезан са хомерском Грчком. Бити „добар“ значило је бити срећан и имати ствари повезане са срећом: богатство, снага, здравље, моћ итд. Бити „лош“ значило је бити попут робова над којима је аристократија владала: сиромашни, слаби, болесни, јадни - предмети сажаљења или гађења, а не мржње.
„Ропски морал“ се развио као реакција на господарски морал. Вредност произлази из контраста између добра и зла: добро је повезано са оностраношћу, доброчинством, побожношћу, уздржаношћу, кротошћу и потчињеношћу; док је зло светско, сурово, себично, богато и агресивно. Ниче је доживљавао морал роба песимистичним и страшљивим, а његове вредности су се појавиле како би побољшале само-перцепцију робова. Морал роба повезао је са јеврејском и хришћанском традицијом, јер је рођен из резистенције робова. Ниче је тврдио да је идеја једнакости дозвољавала робовима да превладају сопствене услове без презирања себе. Негирајући урођену неједнакост људи - у успеху, снази, лепоти и интелигенцији - робови су стекли метод бекства, наиме генеришући нове вредности на основу одбацивања моралности господара, што их је фрустрирало. Коришћен је за превазилажење осећаја инфериорности роба пред њиховим (имућнијим) господарима. То чини тако што на пример открива слабост роба да буде ствар избора, означавајући је као „кроткост“. „Добар човек“ моралног господара је управо „зли човек“ ропског морала, док је „лоши човек“ преуређен у „доброг човека“.
Ниче је ропски морал доживљавао као извор нихилизма који је обузео Европу. Савремена Европа и хришћанство постоје у лицемерном стању због напетости између морала господара и роба, обе контрадикторне вредности које у различитом степену одређују вредности већине Европљана (који су „шаролики“). Ниче је позвао изузетне људе да се не стиде пред наводним моралом за све, који сматра штетним за процват изузетних људи. Упозорио је, међутим, да морал сам по себи није лош; то је добро за масе и треба га препустити њима. Изузетни људи, с друге стране, треба да следе свој „унутрашњи закон“. Омиљени Ничеов мото, преузет од Пиндара, гласи: „Постани оно што јеси.“
Дугогодишња је претпоставка о Ничеу је да је више волео морал господара него морал роба. Међутим, угледни Ничеов учењак Валтер Кофман одбацио је ово тумачење, написавши да су Ничеове анализе ове две врсте морала коришћене само у описном и историјском смислу; нису биле предвиђене за било какво прихватање или величање. С друге стране, из његових властитих списа јасно је да се Ниче надао победи господара морала. Повезао је „спасење и будућност људске расе са безусловном доминацијом“ господарског морала и господара назвао „вишим редом вредности, оним племенитим, онима који животу кажу "да", онима који гарантују будућност.“ Као што„ постоји поредак ранга између човека и човека “, тако постоји и поредак ранга„ између морала и морала.“ Ниче је у свом филозофском рату водио против ропског морала хришћанства, ревалоризацији свих вредности "како би се постигла победа новог господара моралности коју је назвао" филозофијом будућности."

У зору, Ниче је започео своју „Кампању против морала“. Себе је назвао „неморалистом“ и оштро је критиковао истакнуте моралне филозофије свог доба: хришћанство, кантијанизам и утилитаризам. Ничеов концепт „Бог је мртав“ примењује се на доктрине хришћанства, мада не и на све друге вере: тврдио је да је будизам успешна религија коју је похвалио за подстицање критичке мисли. Ипак, Ниче је своју филозофију доживљавао као противпокрет нихилизму кроз уважавање уметности:
Уметност као једина супериорна против присила, против сваке воље за негацијом живота, уметност као антихришћанска, анти-будистичка, анти-нихилистичка пар ексeланс.
Ниче је сматрао да је савремени антисемитизам „презрен“ и у супротности са европским идеалима. Његов узрок, према његовом мишљењу, био је раст европског национализма и ендемска „љубомора и мржња“ јеврејског успеха. Написао је да Јеврејима треба захвалити што помажу у одржавању поштовања према филозофији древне Грчке, и што рађају „најплеменитије људско биће (Христоса), најчистијег филозофа (Барух Спиноза), најмоћнију књигу и најефикаснији морални кодекс на свету."

### Воља за моћ
Основни елемент Ничеовог филозофског погледа је „воља за моћи“ (der Wille zur Macht), за коју је тврдио да пружа основу за разумевање људског понашања - више од конкурентских објашњења, попут оних заснованих на притиску за прилагођавање или преживљавање. Као такав, према Ничеу, нагон за очувањем појављује се као главни покретач понашања људи или животиња само у изузецима, јер опште стање живота није „борба за егзистенцију“. Чешће него не, самоочување је последица воље створења да своју снагу искаже на спољном свету.
Представљајући своју теорију људског понашања, Ниче се такође осврнуо и напао концепте из филозофија које су тада биле популарно прихваћене, попут Шопенхауеровог појма бесциљне воље или утилитаризма. Утилитаристи тврде да је оно што покреће људе жеља да буду срећни и акумулирају задовољство у свом животу. Али такву концепцију среће Ниче је одбацио као нешто ограничено и карактеристично за буржоаски начин живота енглеског друштва, и уместо тога изнео идеју да срећа није циљ сам по себи. Последица је превазилажења препрека за нечије поступке и испуњења воље.
С његовом теоријом воље за моћ повезано је и његово нагађање, које није сматрао коначним, у вези са стварношћу физичког света, укључујући неорганску материју - да је, попут човекових наклоности и импулса, и материјални свет постављен динамика облика воље за моћи. У основи његове теорије је одбацивање атомизма - идеја да је материја састављена од стабилних, недељивих јединица (атома). Уместо тога, чинило се да је прихватио закључке Руђера Бошковића, који је објаснио особине материје као резултат међусобног деловања сила. Једна студија о Ничеу дефинише његов потпуно развијени концепт воље за моћи као „ елемент из кога проистичу и квантитативна разлика сродних сила и квалитет који се у свакој од њих пребацује у сваку силу „откривајући вољу за моћи као„ принцип синтезе сила.“ Од таквих сила Ниче је рекао да могу можда посматрати као примитивни облик воље. Исто тако, одбацио је став да кретањем тела владају неумољиви закони природе, постављајући уместо тога да се кретањем управљају односи моћи између тела и сила. Други научници се не слажу да је Ниче сматрао материјални свет обликом воље за моћи: Ниче је темељито критиковао метафизику, а укључивањем воље за моћи у материјални свет једноставно би успоставио нову метафизику. Осим Афоризма 36 у Beyond Good and Evil, где је покренуо питање везано за вољу за моћи као за материјални свет, тврде они, тек је у његовим белешкама (необјављеним од њега самог) писао о метафизичкој вољи за моћи. А такође тврде да је Ниче упутио свог станодавца да спали те белешке 1888. године када је напустио Силс Марију. Према овим научницима, „горућа“ прича подржава њихову тезу да је Ниче на крају свог луцидног живота одбацио његов пројекат о вољи за моћи. Међутим, недавна студија (Хуанг 2019) показује да, иако је тачно да је Ниче 1888. године желео да неке његове белешке спале, прича о „паљењу“ мало указује на његов пројекат воље за моћ, не само зато што је само 11 „афоризама“ спашени од пламена на крају су уграђени у Вољу за моћ (ова књига садржи 1067 „афоризама“), али и зато што се ове напуштене белешке углавном фокусирају на теме попут критике морала, док се „осећања моћи“ дотичу само једном.

### Вечити повратак
„Вечити повратак“ (такође познат и као „вечито понављање“) је хипотетички концепт који поставља да се универзум понавља и да ће се понављати бесконачно много пута кроз бесконачно време или простор. То је чисто физички концепт, који не укључује натприродну реинкарнацију, већ повратак бића у истим телима. Ниче је први предложио идеју вечног повратка у параболи у Одељку 341 The Gay Science, а такође и у поглављу „О визији и загонетки“ у Тако је говорио Заратустра, између осталог. Ниче га је сматрао потенцијално „застрашујућим и паралишућим“ и рекао је да је његов терет „најтежа тежина“ која се може замислити ("das schwerste Gewicht"). Жеља за вечним повратком свих догађаја означила би крајњу афирмацију живота, реакцију на Шопенхауерову похвалу негирања воље за животом. Да би се схватило вечито понављање и да се с њим не само помири, већ и прихвати, потребан је амор фати, „љубав према судбини“. Као што је Хајдегер истакао у својим предавањима о Ничеу, Ничеово прво спомињање вечног понављања представља овај концепт као хипотетичко питање, а не као чињеницу. Према Хајдегеру, терет наметнут питањем вечног понављања - да ли би то могло бити истина - толико је значајан у модерној мисли: „Начин на који Ниче овде обликује прву комуникацију мисли о„ највећем терету“ [ вечног понављања] јасно ставља до знања да је та „мисао мисли“ истовремено „најтежа мисао“.
Ниче сугерише да се универзум понавља кроз бескрајно време и простор и да се могу поновити различите верзије догађаја који су се догодили у прошлости, па отуда „све конфигурације које су раније постојале на овој земљи још увек морају да се сретну.“ Са сваким понављањем догађаја нада се да ће се стећи неко знање или свест за побољшање појединца, отуда „И тако ће се једног дана догодити да се мушкарац поново роди, баш као ја и жена, баш као Марија —Само за надати се да ће глава овог човека садржати мало мање глупости...“
Александар Нехамас о Ничеу пише: Живот као књижевност на три начина виђења вечног понављања:
- „Мој живот ће се поновити на потпуно идентичан начин:“ ово изражава потпуно фаталистички приступ идеји;
- „Мој живот се може поновити на потпуно идентичан начин:“ Ово друго гледиште условно тврди космологију, али не успева да обухвати оно на шта се Ниче позива у The Gay Science, стр. 341; и коначно,
- „Ако би се мој живот поновио, онда би се могао поновити само на идентичан начин.“ Нехамас показује да ово тумачење постоји потпуно независно од физике и да не претпоставља истину космологије.

Нехамас је закључио да, ако се појединци конституишу кроз своје поступке, могу се одржати у свом тренутном стању само живећи у понављању прошлих радњи (Нехамас, 153). Ничеова мисао је негација идеје о историји спасења.

### Три метаморфозе
Причу о три метаморфозе оригинално је написао немачки филозоф Фридрих Ниче. Веровао је да је сврха људског постојања постизање његовог пуног потенцијала. Да би то постигао, дух је морао да прође кроз три трансформације: камила, лав и дете. Комплет долази са три животиње и свака животиња представља опстанак, слободу и стварање.
Камила: Опстанак. Камила се може носити са тешким задацима у тешким ситуацијама. Ако се мучите у животу и пуно се знојите, ова камила ће вам помоћи да прођете.
Лав: Слобода. Лав је освајач. Налази се на врху ланца исхране. Користите овог лава да уништите постојећа друштвена правила пре него што почнете да градите своја правила!
Дете: Стварање. Кад дете тек дође на овај свет, оно ништа не зна. Ова врста невиности може вам помоћи да створите нове вредности и развијете нови начин виђења.
Камиле могу носити велику тежину и преживети у пустињи. Али пондерисани појединац је неизбежно опорезован својим теретом. Временом ризикују да се затру горчином, очајем и духом освете. Ако камила не постане лав, трагач ће бити уништен њиховом потрагом. Увек се у „усамљеној пустињи [догоди] друга метаморфоза, дух овде постаје лав; жели да ухвати слободу и буде господар у својој пустињи.“
Лав је „краљ звери“. Лављи дух каже „хоћу“ - и то је цео закон. Камила постаје лав када субјект духовне трансформације, отиснувши се у пустињу људског очекивања, открије да је „Бог мртав“ и претпостави да је све дозвољено. У овом тренутку појединац схвата да им ништа не може забранити да стварају сопствене вредности намећући свету своју властиту вољу. Али, у пустињи стварног, лав наилази на змаја, а „Ти ћеш“ светлуца на његовој кожи. Змај је Ничеова слика друштвених норми. У фази лава, субјекат духовне трансформације мора да укључи змаја у смртну борбу. Човек треба да буде лав у духу да би победио закон „Ти треба“ и потврдио услове свог процвата.
Међутим, нема среће у борби са змајевима читавог живота. Да би се десиле три метаморфозе, лав мора постати дете. Зрелост за Ничеа значи поновно откривање озбиљности коју је човек имао као дете у игри.
Дечји дух је пресудан за срећу, здравље и благостање. „Дете је“, каже Ниче, „невиност и заборав, нови почетак, спорт, самоходни точак, свето да“ (З, 55). Лав постаје дете када појединац који каже „хоћу“ престане да афирмише своје вредности супротно закону „Ти треба“, и уместо тога их потврђује „за спорт стварања: дух сада хоће своју вољу, сопствени свет “(З, 55). Живот више није реактивна борба за победу других сила. Живот је прослава својих моћи - непрекидни чин чисте афирмације. Дечји дух познаје животну радост и невиност вечног стварања.

### Критика масовне културе
Фридрих Ниче је имао песимистичан поглед на савремено друштво и културу. Веровао је да су штампа и масовна култура довели до усклађености, довели до осредњости, а недостатак интелектуалног напретка довео је до пропадања људске врсте. По његовом мишљењу, неки људи би могли да постану супериорни појединци употребом снаге воље. Издизањем изнад масовне културе, те особе ће створити виша, светлија и здравија људска бића.

### Критика хришћанства
Ниче је много пута критиковао хришћанство. Критиковао је потискивање људских особина, попут зависти, које хришћанство жели да потисне у човеку. Човек крије своју завист, јер га хришћанство учи да потисне то осећање, јер је по истом, завист зло осећање. Веровао је да се завист може употребити као водич, и да треба прихватити ову жељу да би се могли остварити у потпуности. Свака особа која у нама изазива завист, јесте индикација онога шта би могли да постанемо једног дана. Знао је да неће сви добити оно што желе, његов живот га је томе научио, али је једноставно инсистирао на томе да прихватимо наше праве жеље, да се боримо за њих, а ако не успемо, бар знамо да смо покушали. То је оно што Ниче назива натчовеком.
У целом Новом Завету, постоји само једна особа вредна поштовања-Понтије Пилат.
Ниче је презирао хришћанство, јер је хришћанство штитило људе од њихове зависти. Како Ниче каже, хришћанство се појавило у позном добу Римског царства, у стомацима робова, којима је недостајала снага да узму оно што заиста желе - претворили су њихову неспособност у врлину. Ово Ниче назива морал роба. Хришћане је називао крдом, који су желели да уживају много тога, секс, добру позицију на послу, креативност, виши интелектуални ниво, али су превише неспособни да то и постигну. Хришћани су презирали оно што немају, а желе, а вредновали оно што имају, а не желе, тако да је сексуална невиност постала чистост, слабост је постала доброта, субмисија људима које мрзимо - послушност, а како је Ниче назива, неспособност да се предузме освета је постала опроштај. Хришћанство је постала велика машина за горко порицање себе.

Ниче је презирао алкохол и упоређивао његово дејство на људе са хришћанством. Наиме, и једно и друго су инструмент за смањење бола, бежање од реалности, и једно и друго нас уверавају да смо добро онако како тренутно јесмо, смањујући нашу жељу да променимо живот на боље. Ниче је понављао како се мора поднети огромна патња да би се урадило нешто добро.
Како само мало знате о људској срећи, ви људи што живите у комфору! Тајна срећног и испуњеног живота је у томе да се живи опасно, градите своје градове на ивицама Везува! Живите у сукобу са себи једнакима и са собом! Будите пљачкаши и разбојници чим не будете владари и власници, људи од знања! Ускоро ће проћи време када бисте могли бити задовољни да живите скривено у шуми попут плахих јелена!

## Ничеова писма
Између Ничеове филозофије и живота постоји присна унутрашња веза, далеко приснија него што је то случај са осталим филозофима. Мотив усамљености постаје окосница Ничеових писама. О својој усамљености Ниче је први пут проговорио у писмима школском другу, пријатељу Е. Родеу, писаним за време служења војног рока. У једном од њих каже да је прилично усамљен јер "у кругу својих познатих" нема ни пријатеља ни филолога. Млади Ниче је доживео и схватио усамљеност сасвим скромно и безазлено - као чисто спољашњу препреку. Ниче је проговорио у писму Хајнриху Кезелицу из 1878 очигледно дубоко повређен слабим пријемом на који је наишла његова књига "Људско, одвише људско" код његових пријатеља. Накнадно је тачно увидео да су унутрашње препреке људима кудикамо тежи и важнији од спољашњих. Стога је признао да се осећа усамљеним не зато што је физички удаљен од њих, већ зато што је изгубио поверење откривши да нема ничег заједничког са њима.

Јачању и продубљивању осећаја усамљености знатно је допринео мучан растанака са Лу Саломе и Паулом Рееом после кратког али интензивног дружења. 
 Последњих година пред слом Ниче је најзад изгубио веру у пријатеље и пријатељство. О томе веома упечатљиво сведочи писмо сестри у коме каже:
Почев од дечјих ногу до сада нисам нашао никога с ким би имао исту муку на срцу и савести. Скоро све моје људске везе настале су из напада осећања усамљености. Овербек баш као и Рее, Малвида баш као и Кезелиц - био сам смешно срећан када сам с неким нашао или веровао да налазим макар и трунчицу заједничког.
Свој исповедни тон наставља и у следећем писму.
Ако изузмем Вагнера, нико ми до сада ни хиљадитим делом страсти патње није изашао у сусрет да бих се са њим "разумео", тако сам још као дете био сам, а и данас сам то у својој 44-тој години живота.

## Стил
Оно што је посебно карактеристично за Ничеа јесте његов стил. Тако се још једном потврђује тачност оне Бигонове да је човек стил и обратно. Прво што се може запазити јесте да Ничеова дела више личе на песничку прозу него на филозофска дела. Можда је то зато што њему никада нису својствени ведрина мудраца и спокојство уравнотеженог духа. Он је био емотиван и интуитиван, страствен и патетичан човек. Језик његовог главног јунака Заратустре јесте језик дитирамба, а не суптилне филозофске анализе. Његова песничко-филозофска реч има опојну прометејску снагу. Ниче експлиците тврди: „Моја филозофија доноси победоносну мисао од које коначно пропада сваки други начин мишљења“. Он пише по надахнућу и асоцијацијама, „задиркује“ филозофске теме, више сугерише него што аргументује. Своју филозофију назива и „експерименталном“ зато што, заправо експериментише идејама. То је навело неке педагоге да констатују како је Ниче заразан, отрован за омладину.
Негује исповедни стил писања, који су користили и неки филозофи и пре њега: Блез Паскал, Жан Жак Русо, Мишел Ејкем де Монтењ, Сорен Киркегор и други. Сви они мање доказују, а више показују, тј. саопштавају. Ничеов "стил исповедања" више отежава него што олакшава приступ његовом делу. Будући да дијалог има субјективну дијалектику која потискује монолог, отуда није никакво изненађење што Ниче узима на нишан пре свега „дијалектичаре“ Сократа и Платона. Он као из топа испуцава идеје и, како каже сам, „филозофира чекићем“, јер „није човек, већ динамит“. У вези с тим, одбацујући тврдње да је Ниче био луд, Брана Петронијевић виспрено закључује да је Ниче само „до лудила био уверен у истинитост својих ставова“. Одиста, Ниче је волео да се изједначава са Дионисом (Бахом) и Заратрустом и да отворено иступи као профет (пророк).
Ничеова прва интелектуална љубав био је Шопенхауер, под чијим окриљем је стасао и још један необични геније Зигмунд Фројд. Међутим, насупрот „учитељевом“ песимизму, Ниче развија херојски животни оптимизам. При томе изричито каже да би више волео да буде Дионисов сатир него хришћански светац. Његови мишљеници су пресократици и Спартанци. Ниче пише како му у близини Хераклита постаје топлије. И писао је по угледу на његове афоризме. У свом првом значајнијем делу Рођење трагедије из духа музике, Ниче разликује дионизијски и аполонски елеменат грчке душевности и духовности - тумачећи трагедију, слично Аристотелу, као аполонско оплемењивање дионизијских тежњи. Иначе, Ниче Аполона означава као начело ликовних уметности, а Диониса као начело Музике. Ова Ничеова дистинкција дионизијског и аполонског у човеку, слична Фројдовом разликовању Ероса и Танатоса, поклапа се заправо, са разликом између Хегелове „идеје“ и Шопенхауерове „воље“.
Појава Сократа је, и за Ничеа, прекретница у развоју грчко-европске културе, али у негативном смислу. Он је за Ничеа, у ствари, први декадент, јер је својим просветитељским интелектуализмом пореметио односе између дионизијског и аполонског елемента културе, у корист овог другог. Од њега, наводно, култура стално ретардира, превише је рационалистичка и тиме непријатељска према животу, који за Ничеа није ништа друго до „вечно враћање истог“, чија је суштина „воља за моћ“. Додуше, Фридрих Ниче на једном месту поштено признаје да можда није ни разумео Сократа.

## Цитати
- „Оно што нас не убије то нас ојача.“
- „Онај који има за шта да живи може поднети било шта.“
- „Права љубав размишља о тренутку и о вечности, али никада о трајању.“
- „Велике епохе нашег живота су оне кад се усуђујемо да своје зло прекрстимо у оно што је најбоље у нама.“
- „Уметност без љубави, је ништа.“
- „Несрећни бракови настају не због недостатка љубави, него због недостатка пријатељства.“
- „Најтише речи доносе буру. Мисли које долазе нечујног корака, управљају светом.“
- „Жена је загонетка чије је решење дете.“
- „Наше мане су наш најбољи учитељ.“
- „Дошао сам да вам помогнем, а ви се жалите да не желим са вама да плачем.“
- „У мржњи је страх.“
- „Не веруј онима који много говоре о својој праведности.“
- „Егоизам је срж племените особе.“
- „Невидљивим нитима најчвршће смо повезани.“
- „Страшно је на мору умрети од жеђи. Зар морате и ви своју истину тако засолити да она више ни жеђ не гаси.“
- „Лакше се неке страсти сасвим одрећи, него у њој бити умерен.“
- „Свако поседује управо онолико сујете колико му недостаје разума.“
- „Ако човек сваког дана стоји на ивици и гледа у провалију, једног дана ће и провалија погледати у њега.“
- „Свако људско биће које не жели бити део маса треба само да престане себи да олакшава ствари. Нека само прати своју свест, која га позива: Буди оно што јеси! Све што сада чиниш, мислиш, желиш, све то ниси ти.“
- „Свака млада душа чује овај зов дању и ноћу и јежи се са узбуђењем предосећаја тог степена среће које су вечности припремиле за оне који размишљају о сопственом истинском ослобођењу. Не постоји начин да се помогне било којој души да постигне ову срећу, све док је окована ланцима јавног мњења и страха.“
- „Нико не може саградити мостове на којима ћеш ти, само ти, прећи реку живота. Можда постоје безброј стаза и мостова и полубогова који би те пренели преко; али само по цену залоге и одрицања себе. Постоји једна стаза на свету коју нико не може прећи осим тебе. Где она води? Не питај, крени!“
- „Твоји прави васпитачи и ментори откриће ти оригинални смисао и основну грађу твог бића, нешто што није на крају подложно образовању или васпитању од стране других, али је увек тешко приступити му, нешто везано и непокретно; твоји васпитачи не могу ићи даље, и бити твоји ослободитељи. И то је тајна сваке истинске културе: она нам се не приказује са вештачким екстремитетима, воштаним носевима, носећи наочаре – да нам за такве дарове оставља варљиву слику образовања. Она је ослобађајућа, вади корове, уклања каменчиће, растерујући штеточине који би нагризале нежни корен и изданак биљке; она је излив светла и топлине, нежно капљање ноћне кише…“
- „Можда постоје начини проналажења себе, будећи се из анестезије у коју смо уобичајено сакривени као да смо у мрачном облаку – али ја не знам за бољи од оног који рефлектују васпитачи и ментори.“
- „Најбољи начин да се сваки дан започне добро, јесте, да при буђењу мислите не бисте ли тог дана барем једног човека могли обрадовати.“
- „Чувајте се пљувања против ветра!“
- „Најгоре нас савијају и муче невидљиве руке.“
- „Ћутња је гора; све прећутане истине постану отровне.“
- „Заклињем вас, браћо моја, остајте верни земљи и не верујте онима који вам говоре о ванземаљским надама! Троватељи су то, знали они или не знали.“
- „Ако желите да имате пријатеља, морате и за њега водити рат: а да би се водио рат, мора се знати бити непријатељ.“
- „Ценим онога ко живи да би учио.“

## Дела
- 1872. Рођење трагедије (Die Geburt der Tragödie aus dem Geiste der Musik)
- 1873. (David Strauss: der Bekenner und der Schriftsteller)
- 1874. О користи и штети историје за живот (Vom Nutzen und Nachtheil der Historie für das Leben)
- 1874. Шопенхауер као учитељ (Schopenhauer als Erzieher)
- 1876. Рихард Вагнер у Бајројту (Richard Wagner in Bayreuth)
- 1878. Људски, сувише људски (Menschliches, Allzumenschliches, Ein Buch für freie Geister)
- 1881. Зора (Morgenröte. Gedanken über die moralischen Vorurteile)
- 1882. Весела наука (Die fröhliche Wissenschaft)
- 1885. Тако је говорио Заратустра, Књига за све и ни за кога (Also Sprach Zarathustra, Ein Buch für Alle und Keinen)
- 1886. С оне стране Добра и Зла (Jenseits von Gut und Böse. Vorspiel einer Philosophie der Zukunft)
- 1887. Генеалогија морала (Zur Genealogie der Moral, Eine Streitschrift)
- 1888. Случај Вагнер
- 1888. Сумрак идола (Götzen-Dämmerung, oder Wie man mit dem Hammer philosophiert)
- 1888. Антихрист, Проклето хришћанство (Der Antichrist. Fluch auf das Christentum)
- 1888. Ено човека, како човек постаје оно шта јесте (Ecce Homo, Wie man wird, was man ist)
- 1888. Ниче контра Вагнер
- 1910. Воља за моћ, посмртно, (Der Wille zur Macht)